# Родригес, Фелипе Хорхе
Фелипе Хорхе Родригес Валья (исп. Felipe Jorge Rodríguez Valla; родился 26 мая 1990 года, Хуанико) — уругвайский футболист, полузащитник клуба «Куско».

## Биография
Родригес начал профессиональную карьеру в клубе «Бостон Ривер». 8 октября 2011 года в матче против «Депортиво Мальдонадо» он дебютировал в уругвайской Сегунде. В 2012 году Родригес был отдан в аренду в «Серро». 25 ноября в матче против «Сентраль Эспаньол» Фелипе дебютировал в уругвайской Примере. Летом 2013 года Родригес перешёл в «Эль Танке Сислей». 24 августа в поединке против «Хувентуда» он дебютировал за новый клуб. Сыграв за полгода всего в трёх матчах Фелипе решил сменить команду в поисках игровой практики и в начале 2014 года на правах аренды вернулся в «Бостон Ривер». Летом он вновь присоединился к «Эль Танке Сислей». 24 августа в матче против «Рампла Хуниорс» Родригес забил свой первый гол за клуб, реализовав пенальти в конце второго тайма.
В начале 2015 года Фелипе на правах аренды перешёл в «Дефенсор Спортинг». 7 марта в матче против столичного «Феникса» он дебютировал за новый клуб. 24 мая в поединке против «Атенаса» Родригес забил свой первый гол за «Дефенсор Спортинг».
Летом 2016 году он был отдан в аренду в мексиканский «Чьяпас». 29 августа в матче против «Пуэблы» Родригес дебютировал в мексиканской Примере. В начале 2017 года Фелипе на правах аренды присоединился к эквадорскому ЛДУ Кито. 29 января в матче против «Клан Хувенил» он дебютировал в эквадорской Серии A.